# Application binary interface
Una application binary interface (o semplicemente ABI), in informatica, definisce l'interfaccia tra il sistema operativo e le proprie applicazioni a livello di linguaggio macchina.
In altre parole l'interfaccia definisce quali sono le istruzioni in linguaggio macchina da usare per fare le chiamate (system call) al kernel, il modo in cui devono essere passati i parametri per tali chiamate e come ottenere i valori di ritorno.

Ogni sistema operativo dispone di una propria ABI.

## Storia
Venne concepita quando, agli inizi degli anni ottanta, il sistema operativo Unix girava su una varietà di hardware differenti e si richiedeva una portabilità funzionale, lasciando quindi inalterato il codice sviluppato per gli applicativi, si procedeva a riprogrammare unicamente lo strato di basso livello per dialogare con l'hardware specifico.